# Erik Liebel
Erik Liebel, född 27 september 1919 i Stenbrohult, Kronobergs län, död 9 januari 1987 i Stockholm, var en svensk skådespelare.

## Filmografi
- 1944 – En dag skall gry
- 1946 – Kris
- 1959 – Bara en kypare
- 1982 – Skulden (TV-serie)

## Teater

### Roller (ej komplett)
| År   | Roll              | Produktion                                                                                           | Regi             | Teater            |
| ---- | ----------------- | --- | ---------------- | ----------------- |
| 1940 | Betjänten         | Bröllopsnatt (Oktobertag) Georg Kaiser                                                               | Nils Ekstam      | Nya teatern       |
| 1942 | Aljoschka         | På livets botten (На дне, Na dne) Maksim Gorkij                                                      | Jura Tamkin      | Blancheteatern    |
| 1942 | Skogvaktaren      | Rödluvan (Rotkäppchen) Robert Bürkner                                                                | Ingmar Bergman   | Sagoteatern       |
| 1947 | Bellerose         | Cyrano de Bergerac Edmond Rostand                                                                    | Sandro Malmquist | Oscarsteatern     |
| 1953 |                   | Hertiginnan regerar (Le verre d’eau ou Les effets et les causes) Eugene Scribe                       | Brita von Horn   | Dramatikerstudion |
| 1954 |                   | Ett glas vatten (Le verre d’eau ou Les effets et les causes) Eugene Scribe                           | Brita von Horn   | Kammarteatern     |
| 1954 | Baron Trigorinsky | Prins på vift (The Sleeping Prince) Terence Rattigan                                                 | Per Gerhard      | Vasateatern       |
| 1957 | Betjänten         | Baronessan Iwo Wiklander                                                                             | Bengt Lagerkvist | Dramatikerstudion |
| 1957 |                   | Arvtagerskan (The Heiress) Ruth och Augustus Goetz                                                   | Bengt Lagerkvist | Bygdeteatern      |
| 1962 | Domaren           | Listig som en räv (La Farce de maître Pierre Pathelin) David Augustin de Brueys och Jean de Palaprat | Bernard Krook    | Riksteatern       |
| 1971 |                   | Sagan om Lättja Barbro Rask                                                                          | Anders Frambäck  | Riksteatern       |